# Red Bay (Canadá)
Red Bay (en español: Bahía Roja) es un pueblo pesquero en Labrador (Canadá) notable por ser uno de los sitios arqueológicos submarinos más importantes de América. Entre 1530 y el siglo XVII fue una importante área ballenera vasca. Varios barcos balleneros, ambos galeones grandes y pequeñas chalupas, se hundieron aquí, y su descubrimiento propició la inclusión de Red Bay en 2013 como Patrimonio Mundial por la UNESCO.

## Geografía
Red Bay es un puerto natural en la bahía que le da nombre, ambos nombres en referencia a los acantilados de granito rojo de la región. Debido a la localización refugiada del puerto este fue utilizado durante la Segunda Guerra Mundial como sitio de fondeo de barcos navales. En la bahía se sitúan la Isla Penney y la Isla Saddle, la cual fue utilizada por los vascos para sus operaciones balleneras. El naufragio San Juan se encuentra cerca de la Isla Saddle.

## Historia

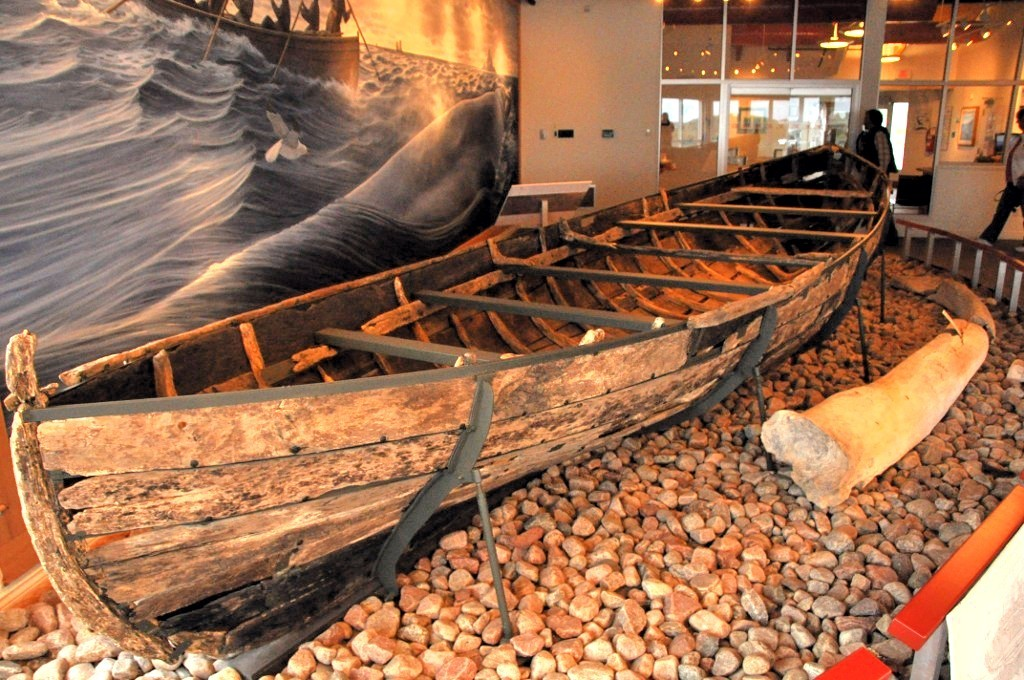
Una chalupa vasca recuperada de las aguas de la bahía y expuesta en exhibición en el museo.

Entre 1550 y el siglo XVII, Red Bay, conocido como Balea Baya (Bahía de las Ballenas), fue una estación ballenera vasca. Marineros del sur de Francia y norte de España enviaron 15 barcos balleneros y 600 hombres a una estación del Estrecho de Belle Isle para probar la cazar de la ballena franca y ballena boreal que poblaban esas aguas, según la Universidad de Newfoundland.
En 1565, un barco —se cree[¿quién?] que fue el San Juan— se hundió en las aguas de Red Bay durante una tormenta. Otros barcos, más pequeños, como chalupas, también han sido recuperados de las aguas.
Otro galeón fue encontrado a unos 50 metros de profundidad en 2004. Fue el cuarto barco transoceánico que ha sido encontrado en el área.
Un cementerio en Isla Saddle conserva los restos de 140 balleneros. Se cree[¿quién?] que muchas de las personas enterradas aquí murieron ahogados en los naufragios.
Leyendas locales hacen referencia a un tesoro escondido en Red Bay en un cuerpo de agua conocido como Pond on the Hill en la Colina Tracey por el capitán pirata William Kidd. 
Red Bay fue designada como Sitio Histórico Nacional de Canadá en 1979, y desde 2013 es uno de los Sitios de Patrimonio Mundial de Canadá por la UNESCO.

## Demografía
| Población en 2001              | 264   |
| Cambio de población desde 1996 | -4,1% |
| Edad media                     | 39,6  |
| Número de familias             | 80    |
| Número de parejas casadas      | 65    |
| Número total de habitaciones   | 90    |
| Católicos                      | 3,8%  |
| Protestantes                   | 77,3% |
| Área de tierra (km²)           | 1,58  |

Fuente: Estadística de Canadá 2001 Censo

## Atracciones turísticas
- Estaciones balleneras vascas.

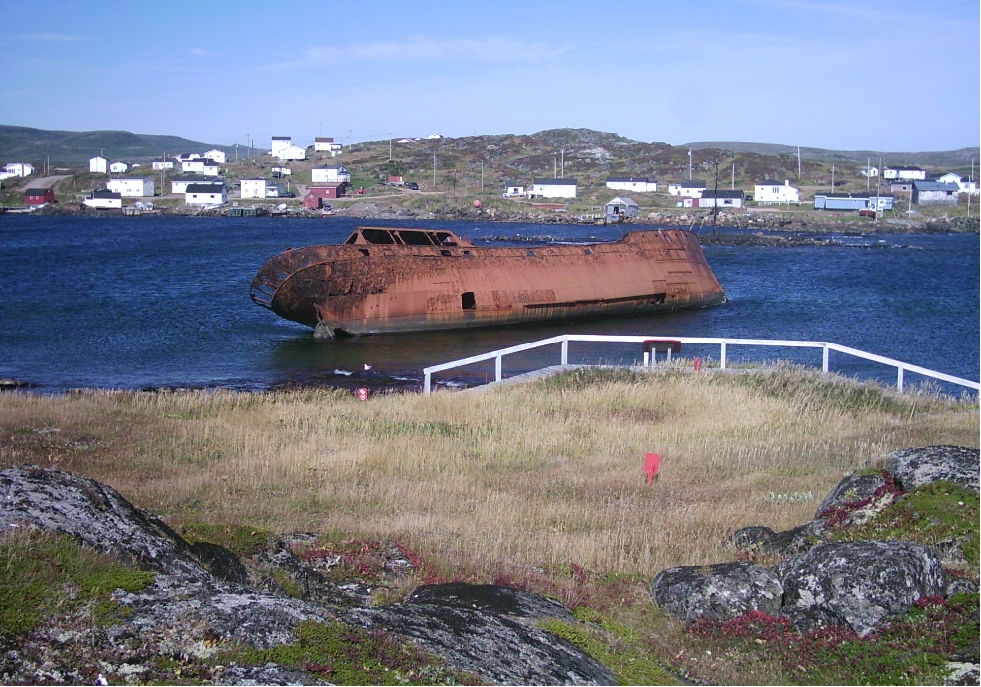
Estación ballenera vasca en Isla Saddle. La ubicación del naufragio San Juan (1565) está cerca del barco Bernier, el cual encalló en 1966.

- Avistamiento de icebergs y ballenas.
- Senderismo.
- Gastronomía local.
- Pesca.